# Juan René Contreras
Juan René Santos Contreras (13 marzo 1984) è un ex calciatore dominicano, di ruolo attaccante.

## Carriera

### Club
Ha giocato con la maglia dello Skeid, con cui ha esordito nella 1. divisjon il 11 agosto 2002: ha sostituito Daniel Fredheim Holm nella sconfitta casalinga per 0-2 contro il Tromsdalen. Nel 2003 si è trasferito al Lyn Oslo. In quel periodo venne impiegato soltanto nella squadra riserve. Nel 2004 ha gioca per l'Oslo Øst. Dal 2005 al 2008, ha militato nelle file dell'Asker, che nel 2009 ha lasciato per accordarsi con l'Oslo City. Nel 2011 ha firmato per il Romsås. Nel 2012, si è trasferito al Tønsberg, per cui ha giocato 16 partite e mise a referto 6 reti. Nel 2014 è passato al Lille Tøyen.

### Nazionale
Ha debuttato in nazionale il 19 marzo 2004, in Repubblica Dominicana-Anguilla. Ha collezionato in totale, con la maglia della nazionale, 5 presenze.